# CX 24 Nuevo Tiempo
CX 24 Nuevo Tiempo urugvajska je radio postaja sa sjedištem u glavnom gradu Montevideu. Nalazi se u vlasništvu tvrtke SADREP.
Frekvencija postaje iznosi 1010 AM-a, a cjelokupni program postaje odvija se na španjolskom jeziku.
Prvi prijenos radijske postaje ostvaren je 19. travnja 1925. godine, zbog čega pripada u jedne od najstarijih urugvajskih radijskih stanica.
Na programu radija nalaze se uglavnom vijesti, šport i glazba, od koje uglavnom domaća pop i rock glazba te klasična glazba.
Snaga odašiljača iznosi 25 KW i za dnevnog i za noćnog programa na radiju.
Postaja je članica trgovačko-lobističke zajednice ANDEBU, koja štiti i brani prava radijskih postaja i televizijskih kanala.
Sestrinska radijska postaja ove stanice jest CX 16 Radio Carve.

### Športske emisije
- A fondo (športska emisija; voditelj: Jorge "Toto" Da Silveira
- Las voces del Fútbol (Glas nogometa; voditelj: Julio Ríos)
- Tirando paredes (športska emisija; voditelj: Fabián Bertolini)